# Оренбургские казаки

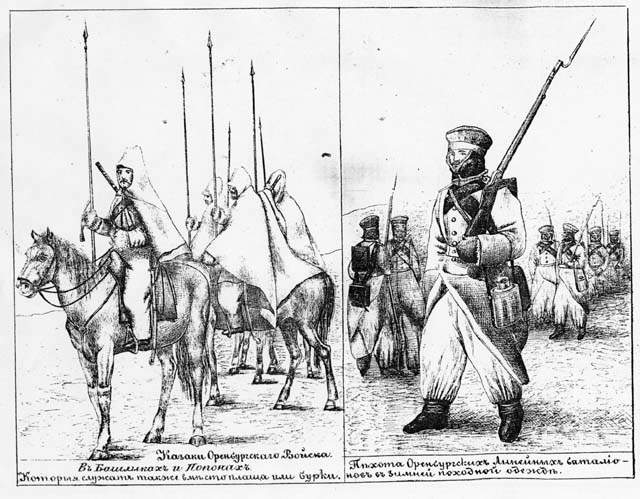
М. И. Иванин, Описание зимнего похода в Хиву 1839 — 1840 годов, казаки оренбургского войска, в башлыках и попонах которые служат также вместо плаща или бурки, и пехота Оренбургских линейных батальонов в зимней походной одежде, 1874 год.

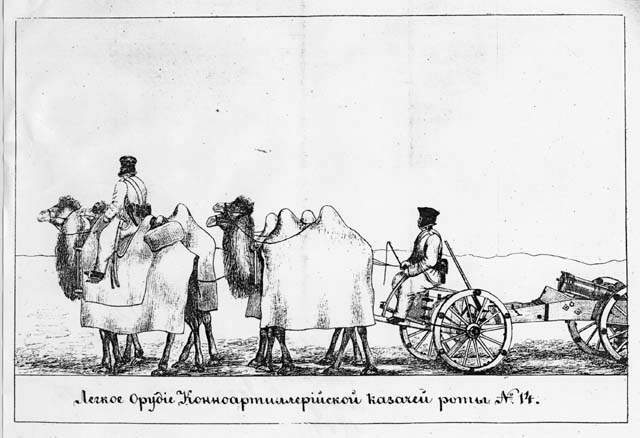
Михаил Игнатьевич Иванин, Описание зимнего похода в Хиву 1839—1840 годов, лёгкое орудие кавалерийской казачьей роты № 14 казаков оренбургского войска, 1874 год.

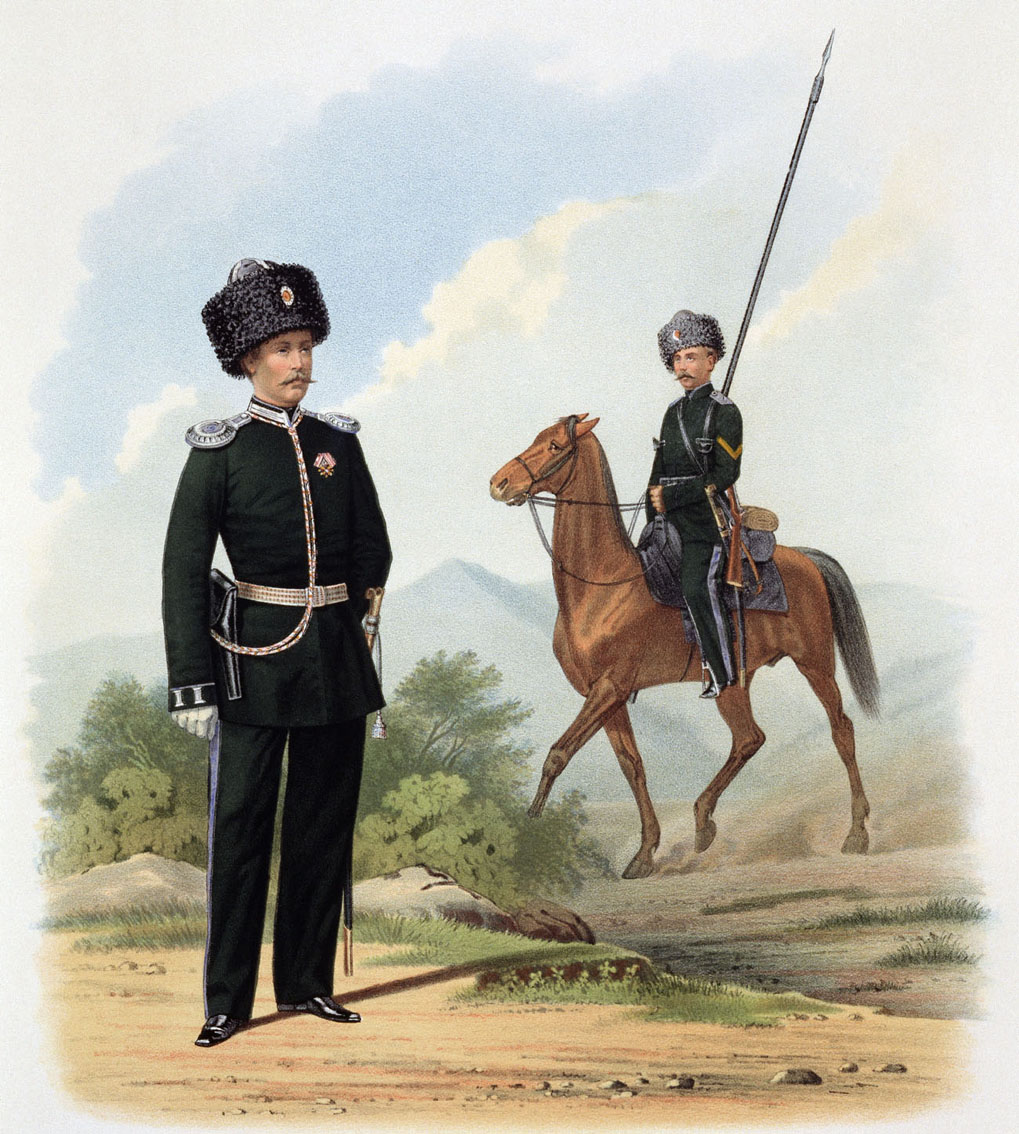
Пиратский К. К. Оренбургское казачье войско: пешие батальоны и конные полки. 1867 г.

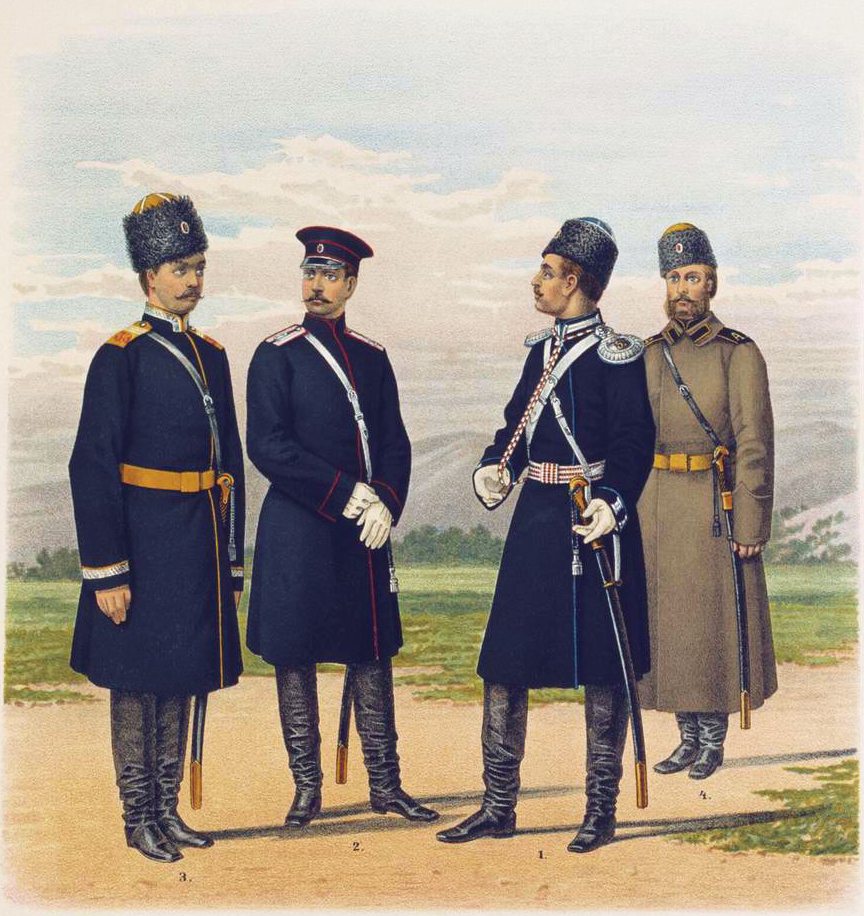
Казачьи Войска. 1 и 2) Обер-Офицеры: Оренбургского и Семиреченского войска, 3) Урядник Забайкальского войска и 4) Рядовой Амурского войска. 1892 г.

Оренбургское казачье войско (аббрев. ОКВ) или Оренбу́ргские казаки́ (устар. Оренбу́ржские казаки́), (до 1743 года Верхне́-Яи́цкие казаки́) — социальная и историческая общность, второе по старшинству казачье войско, представители которого жили вдоль рек Урал, Орь, Сакмара, Миасс, Уй и Тобол, со штабом в городе Оренбург, старшинство с 1574 года.

## История основания войска
После присоединения в 1552 году к Русскому государству Казанского ханства воевода Иван Нагой в 1574 году основал Уфимское укрепление. В 1586 году оно получило статус города, который стал главным опорным пунктом на землях башкир (Исторического Башкортостана). Построенные тогда же города Мензелинск, Бирск, Елабуга, Оса и несколько укреплений (в 1638 году) выше Самары, по берегам реки Черемшан образовали Старую Закамскую линию, охранявшуюся стрельцами и городовыми служилыми казаками.
С начала XVIII века для усиления этой линии к югу от нее были построены Алексеевское и Сергиевское укрепления и в них была переведена часть Самарских городовых казаков и потомков смоленской шляхты. Яицкие казаки основали в 1725 году Сакмарский городок. В 1732 году параллельно старой линии была построена Новая Закамская линия по реке Сок, которая была заселена ландмилиционными полками, формировавшимися из однодворцев и части городовых казаков старой линии. С переходом в 1734 году в русское подданство киргиз-кайсаков Малой и Средней орды, на реке Орь были построены крепость и город Оренбург. В следующем году началась постройка укреплений с севера, со стороны Сибири. К 1739 году все земли, населённые башкирами, оказались окруженными кольцом укрепленных городков. Самарские, Алексеевские и Уфимские казаки были переведены в Оренбург, а весь край стал заселяться, наряду с городовыми служивыми казаками, малороссийскими казаками, ссыльными, в том числе, запорожскими казаками, беглыми и приглашёнными «инородцами» (татары, кряшены, нагайбаки, калмыки, мещеряки, тептяри и т. п.) и охотниками из городовых дворян. Казаки исетской провинции образовали Исетское казачье войско.
Одновременно с основанием крепостей наместник Оренбургского края И.И. Неплюев не переставал заботиться и о прочном устройстве в нём казачьего населения, признавая его наиболее способным к охранению пограничных линий. На основании Высочайших указов Исетские казаки из Сибирского ведомства были выделены и переданы в Оренбургское. По силе указа 1736 года с прежних пограничных линий были собраны люди «прежних служб» и направлены в Оренбургский край.
Войсковой праздник — 6 мая, в память основания станицы Оренбургской и других исторических станиц ОКВ. Основной молебен проходит в Оренбурге в войсковом храме во имя Св. Чудотворца Николая Угодника.

## Организация

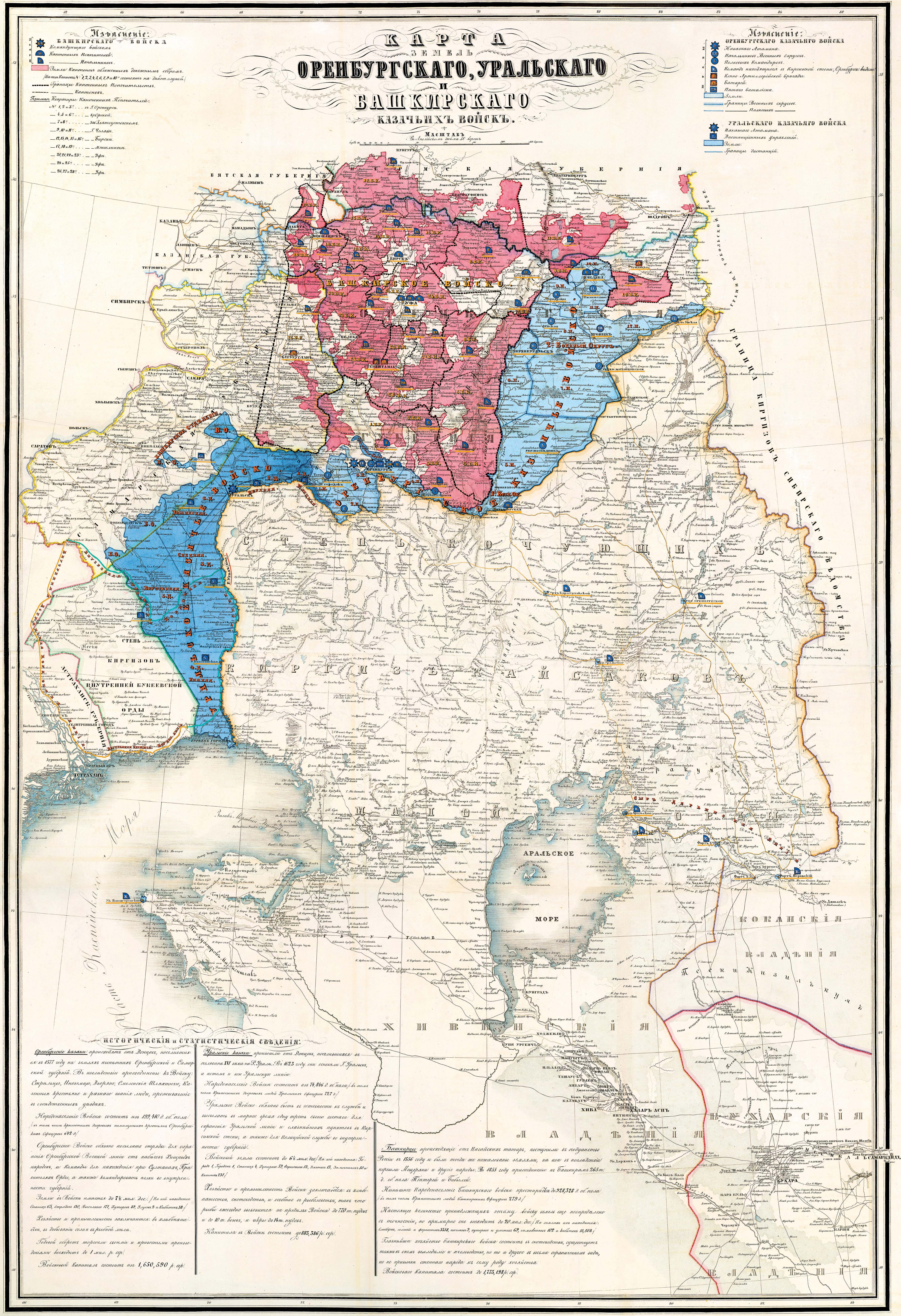
Карта земель Оренбургского (светло-голубым), Уральского и Башкирского казачьих войск в 1858 году.

Все эти казаки составили в 1748 году по проекту Неплюева Оренбургский нерегулярный корпус, или Оренбургское нерегулярное войско, в состав которого вошли:
- Оренбургский 7-сотенный корпус, составленный в 1744 году из казаков Оренбурга и слободы Бердской;
- Казаки Оренбургского ведомства в крепостях по Яику и Самаре;
- Казаки Ставропольского ведомства;
- Казаки Уфимской провинции, в г. Уфе и крепостях Челябинской, Миасской, Чебаркульской и др.
- Казаки Нагайбакского войска

Всего 4493 служащих казака, в 1755 году это число было доведено до 5877, из коих 1797 состояли на жаловании, а остальные без жалования. Для управления этими казаками была учреждена должность войскового атамана Оренбургского нерегулярного войска и при нём войсковая канцелярия с войсковыми есаулом и писарем. Казаки собственно Оренбургского корпуса, обязанные всегда быть готовыми к походу, получали постоянное жалование, а потому назывались жалованными, казаки Бердской слободы и крепостей по Яику, Самаре и в г. Уфе командировались на службу в количестве не более трети состава и получали жалование лишь на вооружение и снаряжение, вследствие чего именовались маложалованными, прочие же казаки на внешнюю службу командировались только в случае крайней необходимости и только тогда получали содержание, дома же содержали себя полученными земельными угодьями, называясь безжалованными.
Утверждённым 15 мая 1755 года штатом нерегулярных людей Оренбургской губернии образован был в самом Оренбурге казачий корпус в 2 тыс. человек, из которого комплектовался Оренбургский казачий тысячный полк, разделявшийся на 10 рот, из коих одна дворянская и одна калмыцкая. Прочее казачье население Оренбургской губернии выставляло для гарнизонной и линейной службы около 3 тыс. человек.
В 1756 году Оренбургским казакам было пожаловано войсковое знамя с надписью «Оренбург», одно знамя тысячному полку с такой же надписью и 10 сотенных значков тому же полку. В 1758 году Оренбургские казаки были по положению и довольствию уравнены с Донскими и Уфимскими казаками. В 1763 году войско насчитывало уже свыше 17 тысяч человек мужского населения. Войско несло постоянную службу на Яицкой линии, куда командировалось также значительное число башкир и калмыков. Однако, состав вооруженных сил Оренбургского края, как показал Пугачёвский бунт, оказался недостаточным, несмотря на то, что он постепенно усиливался переформированием ландмилиционных полков в пехотные и драгунские, сформированием (1790) из тептярей и бобылей Уфимской и Вятской губернии Уфимского казачьего полка и новыми причислениями к Оренбургскому войску, т.ч. к 1798 году мужское население Оренбургского войска составляло уже около 22 тыс. чел.
Пугачёвский бунт и постоянные набеги киргизов сильно расстроили линейную службу казаков, вследствие чего 10 (21) апреля 1798 года Оренбургское казачье войско получило новое административное устройство, а именно: казачье и инородческое население Оренбургского края было разделено на 24 кантона, во главе которых были поставлены кантонные начальники с их помощниками и писарями . Из этих кантонов 2 составили Уральское войско, 5 – Оренбургское, 1 – Ставропольское калмыцкое, 11 – Башкирское население, 5 - Мещерякское (См. Башкиро-мещерякское войско). Из Оренбургских кантонов, образовавших Оренбургское казачье войско 1-й составился из Исетских казаков, 2-й из казаков разных наименований, 3-й из Уфимских, 4-й из собственно Оренбургский, 5-й из Самарских казаков. Кроме того, был составлен Оренбургский непременный полк из казачьих войск Оренбурга, не причисленных ни к какому кантону. В 1799 году к войску были причислены и ясачные крестьяне и татары Оренбургской губернии.
8 июня 1803 года было утверждено положение об оренбургском казачьем войске в составе 5 кантонов и Оренбургского казачьего тысячного полка, при чём войску была впервые установлена форма обмундирования. В 1808 году Оренбургские казаки в гражданском отношении были подчинены местному губернскому начальству.
После Отечественной войны 1812 года среди казаков оказалось несколько тысяч военнопленных армии Наполеона. Впоследствии оренбургские французы и их потомки были приняты в российское подданство и приписанных к Оренбургскому казачьему войску. Например такова была судьба Дезире д’Андевиля и его сына наказного атамана Уральского казачьего войска Виктора Дандевиля.
К 12 декабря 1840 года, когда было утверждено новое положение об Оренбургском казачьем войске, оно состояло фактически из 10 казачьих полков и конно-артиллерийской бригады.
12 декабря 1840 года было Высочайше утверждено так долго ожидаемое Положение об Оренбургском казачьем войске. Положением предоставлены были земли по всему протяжению Оренбургской линии от границы Сибири до пределов Уральского казачьего войска, часть казённых земель прилинейных уездов, земли Илецкого района, Переволоцкой станицы. Таким образом, войско получило сплошную территорию, внутри которой находилось около десятка деревень частных владельцев и города: Верхнеуральск, Троицк и Челяба. С предоставлением войску сплошного территориального владения оно было изъято из ведения гражданского начальства и получило отдельные специальные органы управления, как военные, так гражданские и судебные. Войско было разделено на два военных округа и на десять полковых, учреждены должности окружных военных начальников и полковых командиров. Общее же управление сосредоточено в лице наказного атамана с учреждением, под непосредственным его начальством, войскового дежурства и при нём комиссии суда. В видах избежания чересполосицы в землях населения в состав Оренбургского казачьего войска обращены государственные крестьяне прилинейных уездов Оренбургского, Челябинского и Троицкого.
После взятия кокандской крепости Ак-Мечеть в 1853 году была основана Сырдарьинская линия.
В 1867 году войско состояло из 15 конных полков, 9 пеших батальонов и 3 конно-артиллерийских батарей, из этого числа на постоянной службе должны были находиться 5 конных полков, 3 батальона и 2 батареи.
В начале XX века на службе состояли 6 казачьих полков, казачий дивизион, 2 отдельных сотни, 3 казачьих батареи.

## Служба
Служба Оренбургских казаков богата боевыми событиями.
Начиная с 1740 года они несли тяжелую службу, имея постоянные столкновения с соседними азиатскими степняками и участвуя в подавлении частых волнений мещеряков, тептярей, бобылей, башкир. Сильно пострадали Оренбургские казаки, оставшиеся верными правительству, во время Пугачёвского бунта.
С 1790 казаков начинают привлекать и для внешних войн, в этом году сотня Оренбургского войска участвовала в Шведской войне в Финляндии.
В 1807 году два полка участвовали в войне с Францией в Пруссии. По заключении мира с Францией оба этих полка перешли в Молдавию для действий против Турции.
В 1809 году они участвовали в осаде Браилова и Силистрии, при взятии Исакчи, Тульчи, Бабадага, Мачина, Гирсова, Кюстенджи, в сражении при Рассевате.
В 1810 году те же полки участвовали в боевых действиях: при занятии Черновод, Базарджика, Силистрии и Бальчика, при осаде Шумлы, при Рущуке, и в сражении при Батине.
В 1811 году — в действиях под Рущуком.
В 1812 году  — в боях с французами у Любомля, Борисова, д. Стаховой и Молодечны.
В 1813 году — в осаде Данцига, в битве при Лейпциге и в сражениях при Веймаре, Гайнау, Франкфурте и Ла-Ротьере.
В 1814 году Оренбургский 3-й полк под начальством г.-м. Сеславина, участвовал во всех делах этого партизана.
С 1820 по 1873 г.г. некоторые сотни Оренбургского войска участвовали в походах в Бухару и киргизские степи на северо-восточном берегу Каспийского моря.
В 1829 году полк № 9 участвовал в боях с турками при Эски-Арнаут-Ларе, Козлудже, Кулевче и при осаде крепости Варны.
Полк № 11 в декабре 1830 года  под начальством г.-м. Власова участвовал в подавлении польского восстания на Волыни и в Подолии.
В 1839—1840 г.г. Оренбургское войско участвовало в экспедиции ген. Перовского в Хиву.
В 1853 году 2 сотни с батареей участвовали при осаде и взятии крепости Ак-Мечеть.
С 1864 года отдельные сотни и батарея участвовали почти непрерывно в различных делах с кочевниками в степных местностях и Бухарских пределах.
В 1873 году 12 отдельных сотен с артиллерией участвовали в Хивинском походе, причём некоторые из них получили знаки отличия на головные уборы.
В 1875 году 8 отдельных сотен и одна батарея участвовали в Кокандском походе и отличились при взятии Андижана, а потому получили Георгиевские трубы.
Во время русско-турецкой войны 1877—1878 6-й и 7-й казачьи полки отличились под Карсом, за что получили знаки отличия на головные уборы.
В 1881 году 6 сотен были в составе Ахаиял-Текинского отряда и участвовали в штурме Геок-Тепе. В 1885 4 сотни участвовали в сражении с афганцами на Кушке.
В 1904—1905 годах 1, 9, 10, 11 и 12 казачьи полки участвовали в войне с Японией.
В 1905—1906 годах всё войско было мобилизовано для поддержания порядка внутри империи.
Во время Первой мировой войны 1914—1918 гг. Оренбургское войско выставило 18 конных полков, 9,5 батареи, 1 конный дивизион, 1 гвардейскую сотню, 9 пеших сотен, 7,5 запасных и 39 отдельных и особых сотен (всего 27 тыс. чел.).

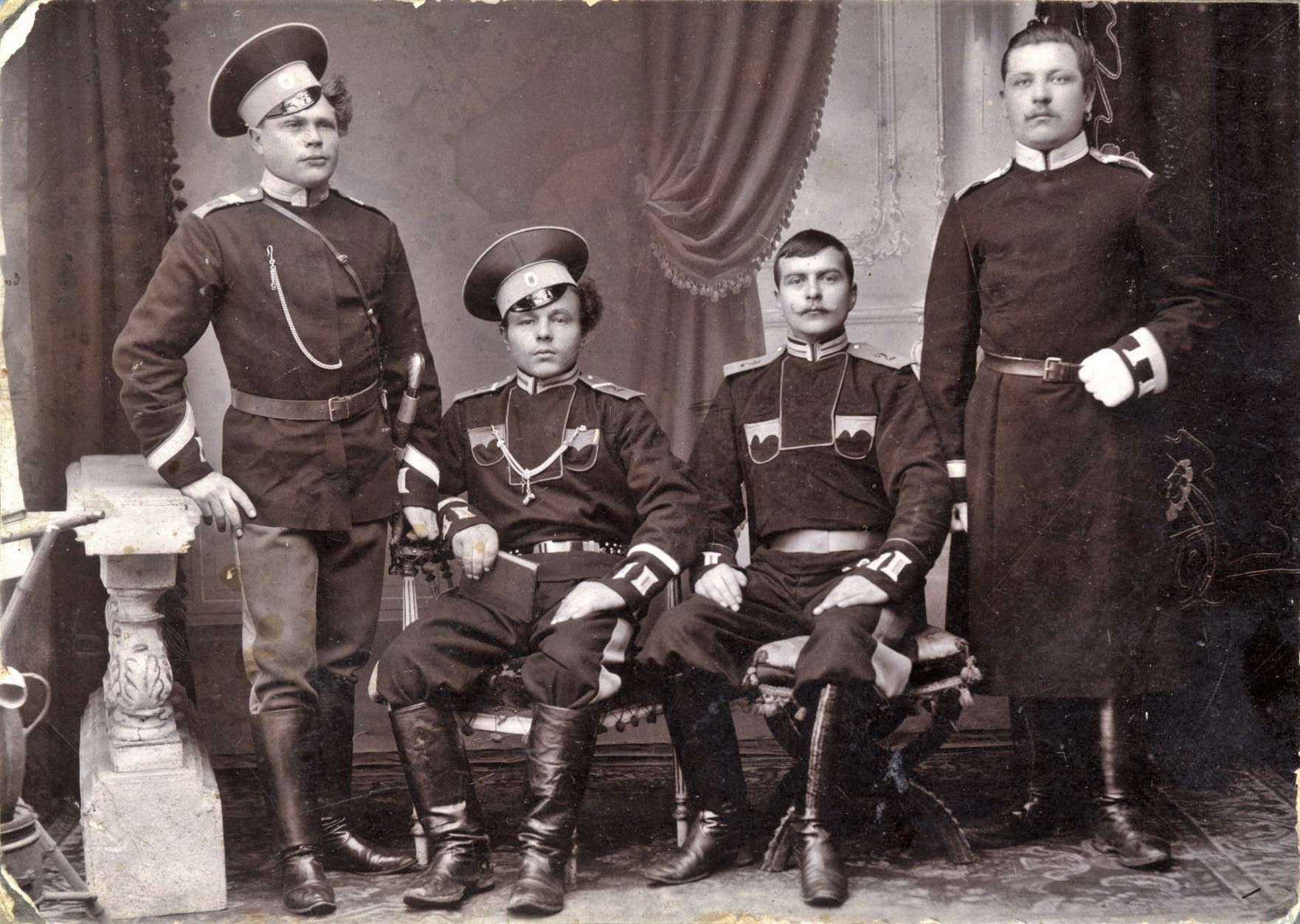
Оренбургские казаки 2-го полка в г. Варшаве, 1910 г.
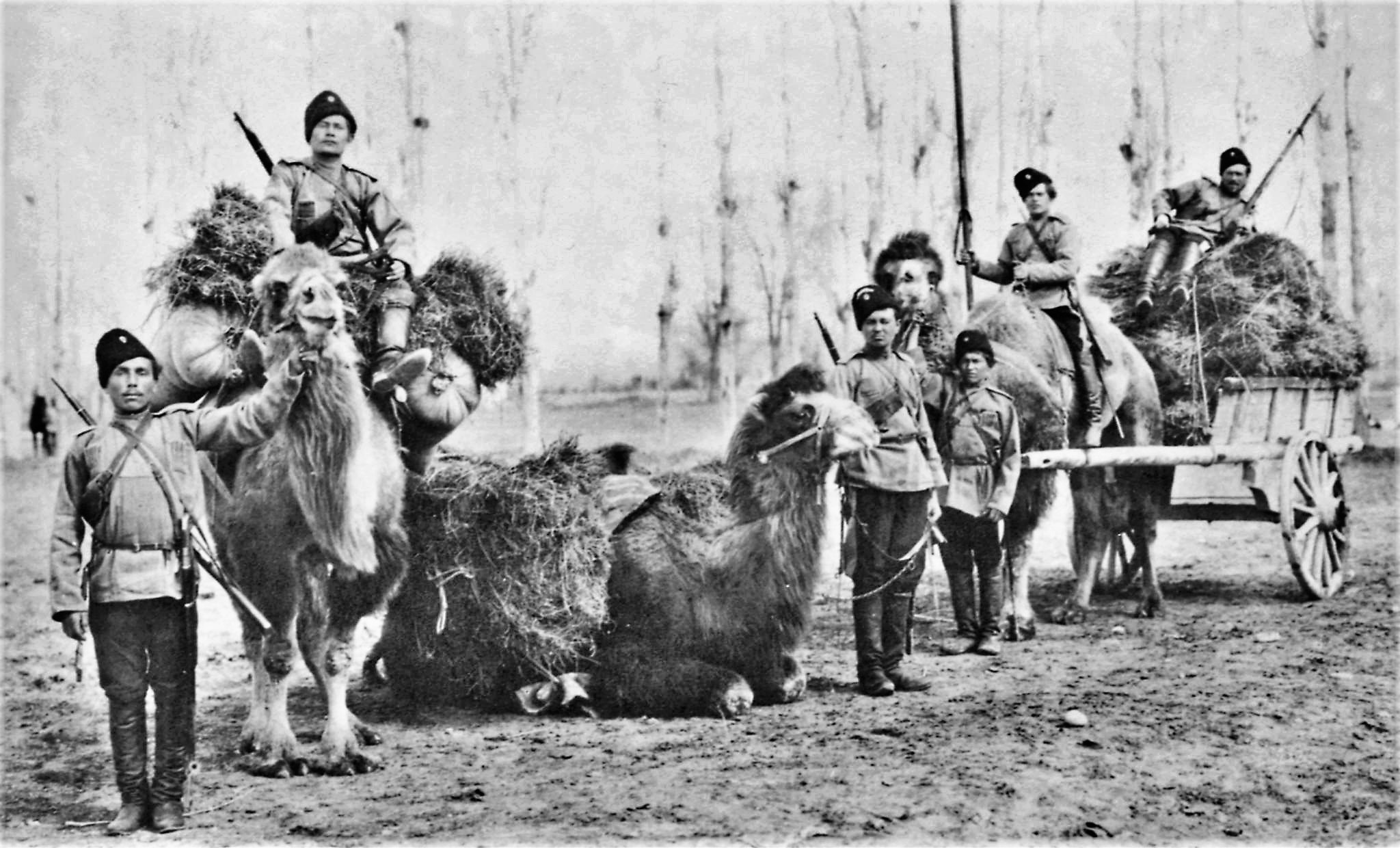
Оренбургские казаки с верблюдами.
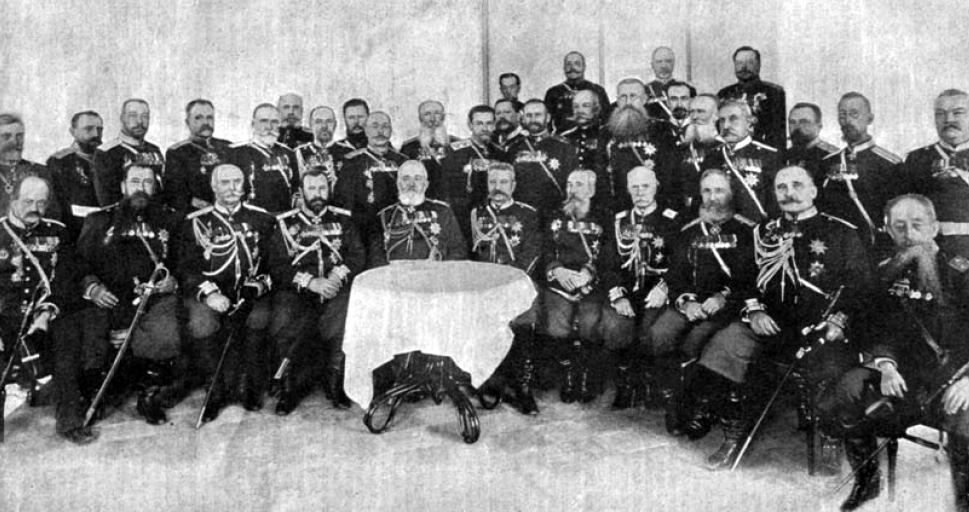
Празднование 25-летия покорения Хивы. Главные участники Хивинского похода 1873 г.
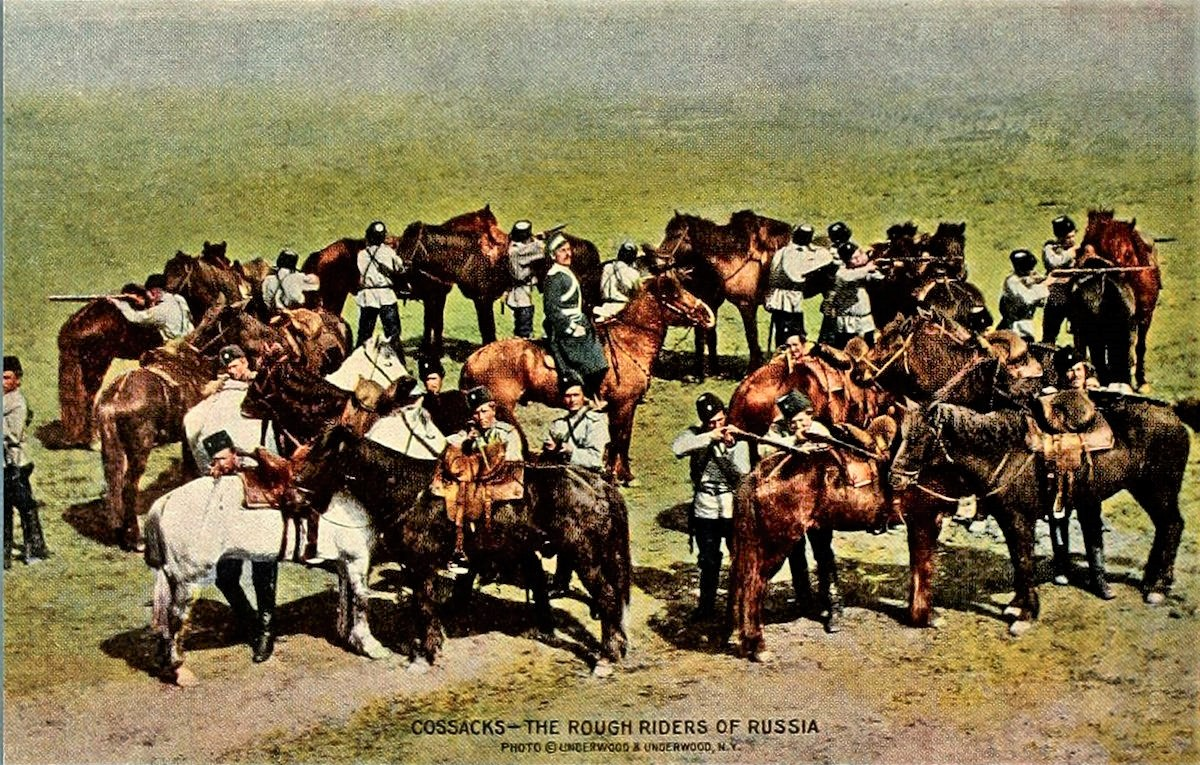
Оренбургские казаки в Туркестане

## Регалии
В 1828 году был сформирован Оренбургский казачий № 9 полк есаула И. В. Подурова, принявший участие в войне с Турцией. В 1829 году этот полк участвовал в боях с турками при Эски-Арнаут-Ларе, Козлудже, Кулевче и при осаде крепости Варны. Этому полку в 1831 году было пожаловано знамя за отличие в Турецкой войне в 1829 г. и было выдано 5 сотенных значков с изображением Святого Георгия и надписью: «Ему» и «Войска Оренбургского девятого полка». Войско имело следующие регалии:
- Знамя с надписью «За отличие в турецкую войну 1829 г.».
- 10 простых полковых знамён с косицами, пожалованных в 1842, два в 1851 и шесть в 1855.
- Простое войсковое знамя с надписью «Оренбургъ», пожалованное в 1756.
- Простое войсковое знамя с надписью «Симъ знаменемъ побѣждай врага», «Умножу сѣмя твое яко звѣзды небесныя», пожалованное в 1675.
- 13 старых знамён, 12 значков (хоругви) и 8 прапоров.
- Атаманская насека.
- Вестовой колокол Самарских казаков.
- 2 Георгиевские трубы «За отличія въ дѣлѣ 22 авг. 1875».
- 2 Георгиевские трубы «За штурмъ г. Андижана 1 окт. 1875».

## Знак войска

Знак Оренбургского казачьего войска.

18.02.1912 в память 300-летнего юбилея войска (1874) был утверждён нагрудный офицерский знак Оренбургского казачьего войска. Знак состоит из геральдического щитка, разделенного на две части. В верхней — герб Оренбургской губернии (на белом эмалевом фоне золотой российский орёл под императорской короной и синий Андреевский крест, разделенные между собой голубой эмалевой полоской, означающей реку Урал). В нижней части на золотом поле лук и две стрелы, обращённые вниз. Щиток окаймлен голубой эмалевой лентой, завязанной внизу бантом, с датой «1574». В верхней части знака казачья шапка. Размеры знака: выс. — 55 мм; шир. — 35 мм. Бронза. Изготовление производилось фирмой

## Оренбургское казачье войско в Гражданскую войну

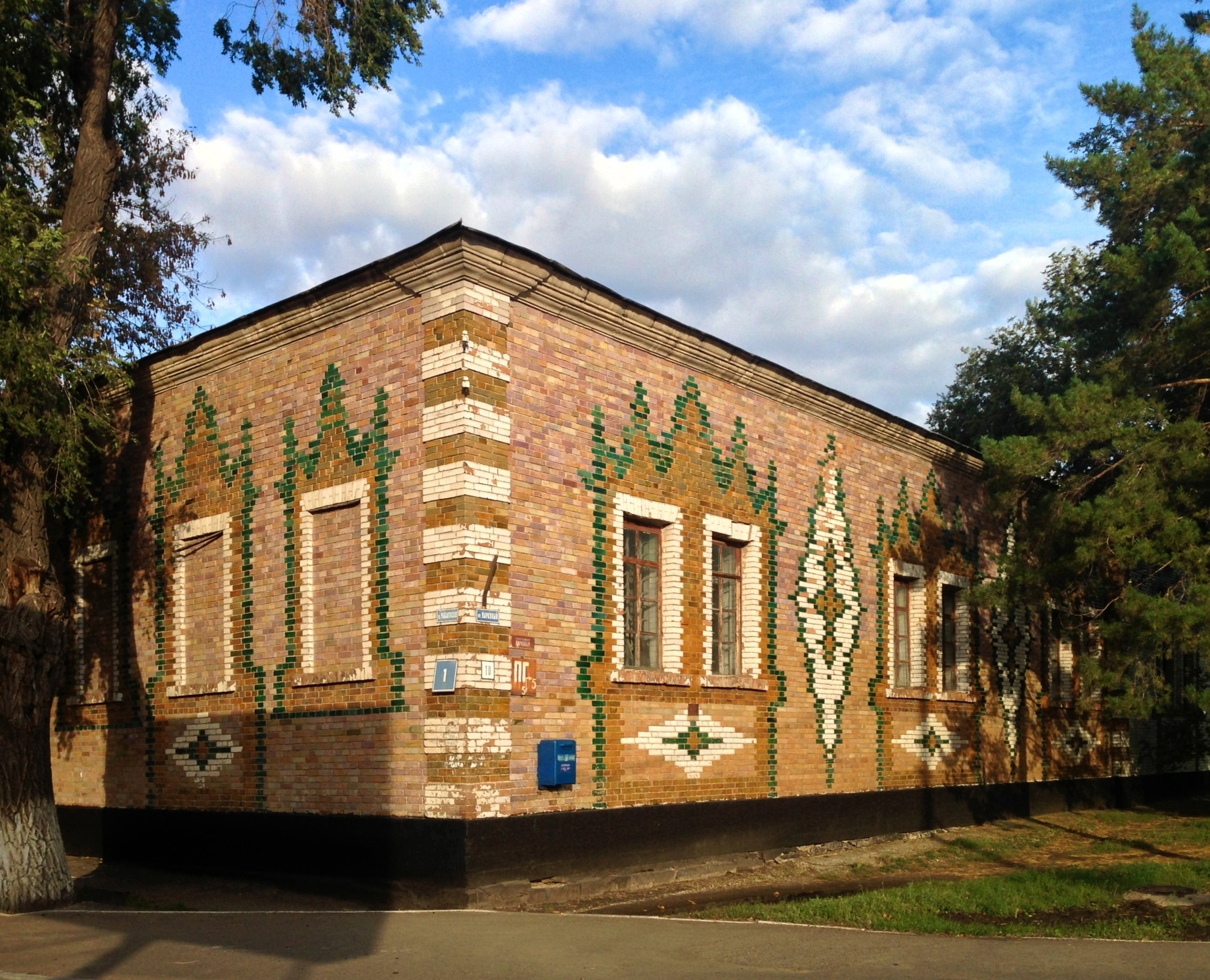
Цейхгауз степного войска

В первые же дни Октябрьской Революции 1917 года 1-я Оренбургская казачья дивизия перешла на сторону советской власти. Отказалась поднять оружие против большевиков и 2-я Оренбургская казачья дивизия. А это означало, что под красные знамена встало почти всё мобилизованное для империалистической войны оренбургское казачество, находящиеся в упомянутых дивизиях. В марте 1918 года в Троицке был сформирован из добровольцев «Казачий социалистический полк имени Степана Разина». Революционный казачий полк в Верхнеуральске возглавил С. Галунов. Сподвижники Блюхера — легендарные братья Каширины были казачьими подъесаулами, сыновьями атамана станицы Верхнеуральской. Был казаком и Николай Дмитриевич Томин, который привел в Москву под красными знаменами Оренбургскую казачью дивизию, а позднее возглавил Троицкий отряд.
Первое военное выступление Атамана Оренбургского казачьего войска генерала А. И. Дутова было неудачным. 16 апреля 1918 года его окружили отряды В. К. Блюхера, М. С. Кадомцева, М. В. Калмыкова и Н. Д. Каширина. 19 апреля А. И. Дутов  с офицерским корпусом в 600 сабель прорвался к югу у станицы Наваринской. Через четыре дня у поселка Бриен дутовцев стремительно настиг конный отряд В. Бобылева. Атаман отступил в Тургайские степи. 20 мая возле станиц Татищенской и Донецкой Дутов понес потери. Начался мятеж чехословацкого корпуса. Красногвардейские отряды сами оказались в окружении.
В 1918 году бои между красными и белыми шли с переменным успехом в районе Оренбурга, Орска, Челябинска, Уфы, Верхнеуральска, Троицка…
К югу от Урала действовало казахское национальное правительство Алаш-Орды, боровшееся против красных в союзе с Оренбургскими и Уральскими Казачьими войсками, а затем и Правительством Адмирала Колчака.
За весну и лето 1918 года Атаман А.И.Дутов мобилизовал 25 казачьих полков. Его главной силой стал 1-й Оренбургский Казачий корпус.
Красная партизанская армия братьев Кашириных  в июне 1918 г. отступила с боями от Верхнеуральска через Белорецк к Перми.
На Южном Урале возникла как бы «буферная зона» между большевистским Советским правительством, власть которого в это время распространялась реально лишь до правого берега Волги, и Сибирском Правительством (с 18.11.1918 г. Диктатора - Верховного Правителя России Адмирала Колчака А.В.), контролировавшего территорию до левого берега реки Тобол). Некоторые атаманы Оренбургских казачьих станиц, например, Верхнеуральской и Магнитной, объявили нейтралитет, не желая вмешиваться в «распри» гражданских властей, которые были вне «юрисдикции» Оренбургского казачьего войска.
Коммунисты, видя, что их влияние заметно снизилось среди населения Южного Урала, как казачьего, крестьянского, так и национального населения – киргизов, т.е.,  по-современному – казахов, решили развивать партизанское движение.
Наиболее известными деятелями краснопартизанского движения на Южном Урале являются, конечно же, братья Каширины – Николай Дмитриевич (1888-1937) и Иван Дмитриевич (1890-1937).  http://proza.ru/2008/12/29/144.
Проведя реформирование структуры по примеру Донского Войска, оренбургские казаки с первых дней большевистского переворота заняли непримиримую позицию к захватившим власть большевикам, признавая исключительно Учредительное Собрание и федеративность России. Во многом в этом были виноваты местные большевистские деятели — большей частью из рабочих, до конца не понимающих идеологию партии и распропагандированые деятели войска, происходившие из войсковой полуинтелегенции и обозных (не боевых частей), как то фельдшера и писари. Своими действиями, носящими грабительский характер и сильный экономический террор, они настроили подавляющую часть войска антисоветски. В сентябре 1917 года атаман Дутов был выбран атаманом Оренбургского казачества и главой (председателем) войскового правительства. В октябре того же года он издал приказ по войску № 816 о непризнании на территории Оренбургского казачьего войска власти большевиков, совершивших переворот в Петрограде. В конце ноября Дутова избрали депутатом Учредительного собрания от Оренбургского казачьего войска. Дутову подчинялись центры двух военных округов (территория войска в военно-административном отношении была разеделена на 3 военных округа — 1-й (Оренбургский), 2-й (Верхнеуральский), 3-й (Троицкий), осенью 1918 г. был образован и 4-й (Челябинский) военный округ) — Верхнеуральск и Троицк, а также города Орск и (весьма условно, лишь со 2 по 20 ноября) Челябинск. На войсковом круге в декабре 1917 году сторонники большевиков Т. И. Седельников и подъесаул И. Д. Каширин потребовали отставки атамана Дутова и признания Советской власти, однако их предложение не встретило поддержки. Дутов вновь был избран атаманом, а 11 декабря постановлением войскового круга, Комитета спасения родины и революции, башкирского и киргизского съездов в границах Оренбургской губернии и Тургайской области был образован Оренбургский военный округ (командующий — А. И. Дутов, начальник штаба — полковник И. Г. Акулинин).

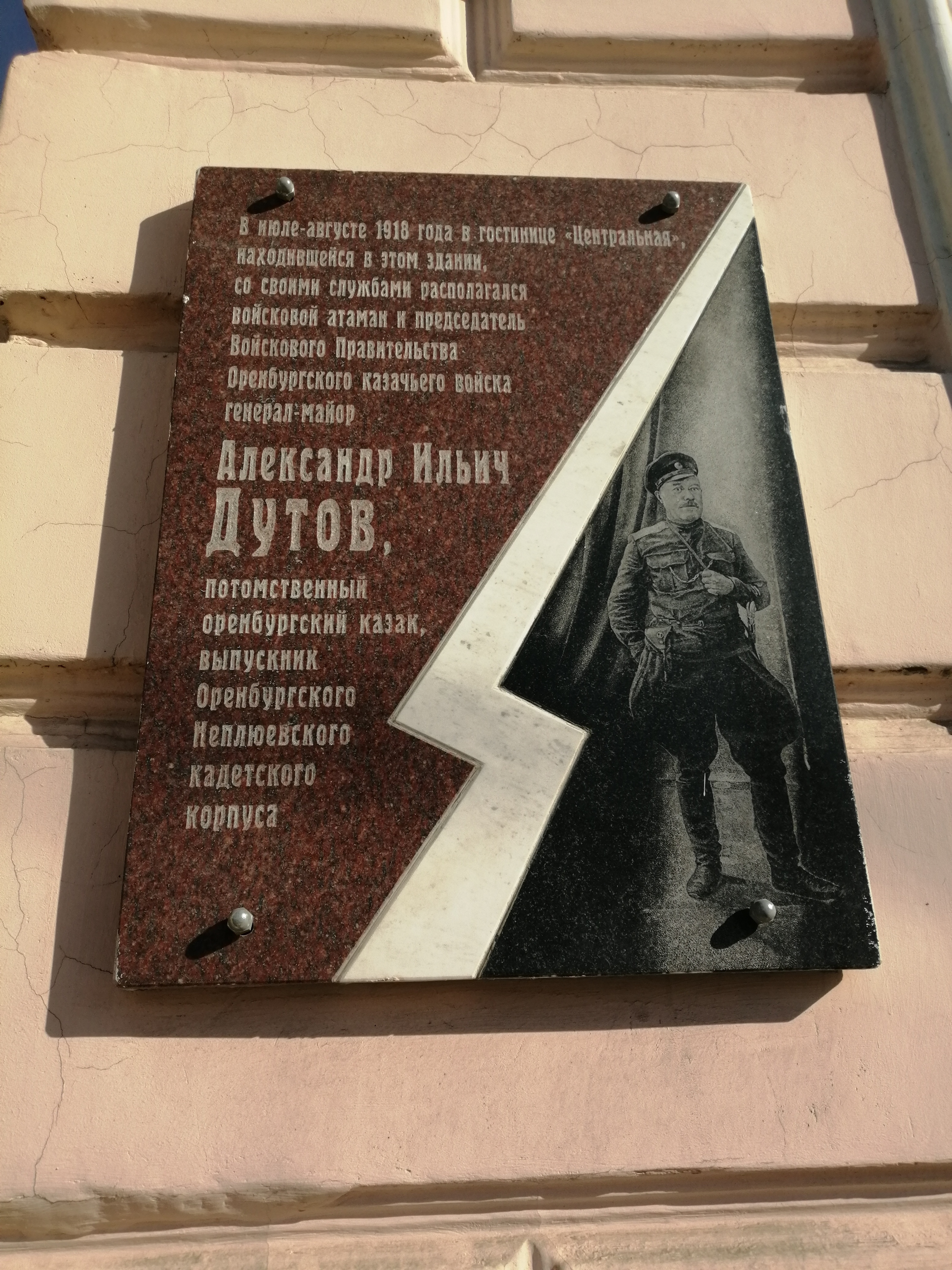
Мемориальная доска атаману Дутову

В 20-х числах декабря 1917 г. силы красных повели наступление на территорию войска. 25 декабря им удалось занять Троицк, а 18 января 1918 г. Оренбург. Атаман Дутов с отрядом добровольцев отступил в Верхнеуральск. 25 марта красные заняли Верхнеуральск. 17 апреля 1918 г. атаман с небольшим отрядом ушел с территории Оренбургского войска в Тургайские степи.
Весна – начало лета 1918 г. стали временем роста антибольшевистских настроений и консолидации  антибольшевистских сил. Еще до того, как отряды А. И. Дутова отступили в Тургай, на юге Оренбургского Казачьего Войска сформировался новый антибольшевистский фронт. Первыми успехами повстанцев стало уничтожение отряда красногвардейцев  П. Персиянова 28 марта 1918 г. в станице Ветлянской, и карательного отряда под командованием С. Цвиллинга в ст. Изобильной 2 апреля. 4 апреля отряд Н. В. Лукина вошёл  в Оренбург, но был выбит оттуда красными. 3 апреля 1918 г. в ст. Нижне-Озёрной собрался съезд делегатов низовых станиц, объявивший себя единственной властью на территории первого округа Оренбургского Казачьего Войска. Во главе вооруженных сил повстанцев встал войсковой старшина Д. М. Красноярцев. Повстанцы смогли организовать как вооружённую силу, способную успешно противостоять частям Красной Армии, так и эффективное управление гражданской жизнью на освобожденной территории. К началу июля 1918 г. им удалось изгнать красных с большей части войсковой территории и 3 июля занять Оренбург. 7 июля в Оренбург прибыл Атаман А. И. Дутов с Войсковым Правительством.

## Численность населения Оренбургского казачьего войска
| Население на 1 января 1856 | Население на 1 января 1856 | Население на 1 января 1856 | Население на 1 января 1856 | Население на 1 января 1856 | Население на 1 января 1856 |
| -------------------------- | -------------------------- | -------------------------- | -------------------------- | -------------------------- | -------------------------- |
| Всего населения            | Всего населения            | Войскового сословия        | Войскового сословия        | Войскового сословия        | Войскового сословия        |
| Муж. п.                    | Жен. п.                    | Муж. п.                    | Муж. п.                    | Жен. п.                    | Жен. п.                    |
| 97 846                     | 99 046                     | 96 161                     | 96 161                     | 97 305                     | 97 305                     |
| Население на 1 января 1881 |                            |                            |                            |                            |                            |
| Всего населения            | Всего населения            | Войскового сословия        | Войскового сословия        | Служилый состав            | Служилый состав            |
| Муж. п.                    | Жен. п.                    | Муж. п.                    | Жен. п.                    | По списку                  | На действ. службе          |
| 152 997                    | 160 027                    | 144 234                    | 151 055                    | 31 134                     | 6 108                      |
| Население к 1 января 1895  |                            |                            |                            |                            |                            |
| Всего населения            | Всего населения            | Войскового сословия        | Войскового сословия        | Служилый состав            | Служилый состав            |
| Муж. п.                    | Жен. п.                    | Муж. п.                    | Жен. п.                    | По списку                  | На действ. службе          |
| 196 778                    | 204 353                    | 173 657                    | 180 640                    | 44 294                     | 5 222                      |

## Войсковые части Оренбургского казачьего войска
- 1-й Оренбургский (с 1914 года) казачий Его Императорского Величества Наследника Цесаревича полк.

1-я сотня на головных уборах знаки отличия «За отличіе въ Хивинскомъ походѣ 1873 года и въ войну съ Японіей въ 1904 и 1905 годахъ.» 2-я и 6-я сотни на шапках «За отличіе въ войну съ Японией въ 1904 и 1905 годахъ». При общей казачьей форме полк носил мундиры, чекмени — тёмно-зелёные, клапана шинелей, лампасы, верх папахи, погоны, околыши фуражек и выпушки — светло-синие. На погонах шифровка -Жёлтая «1». С февраля 1914 года шифровка изменена на «1.О.». В апреле 1914 года переименован в 1-й Оренбургский казачий Его Императорского Величества Наследника Цесаревича полк и введён вензель наследника на погонах, у офицеров — золотой, а у нижних чинов — белой краской. На воротниках и обшлагах мундира — одинарные белые петлицы. 1842.6.5. Простое знамя в виде прапора. Полотнище зелёное, фон под вензелем на лицевой стороне и под орлом — на оборотной — оранжевый. Шитье золотое. Навершие — копье с вензелем. Древко чёрное. Состояние плохое. Судьба неизвестна.
- 2-й Оренбургский казачий Воеводы Нагого полк.

1-я ,2-я и 3-я сотни на головных уборах знаки отличия «За штурмъ крепости Геокъ-Тепе 12-го Января 1881 года». При общей казачьей форме полк носил мундиры, чекмени — тёмно-зелёные, клапана шинелей, лампасы, верх папахи, погоны, околыши фуражек и выпушки — светло-синие. На погонах шифровка — Жёлтая «2». На воротниках и обшлагах мундира — одинарные белые петлицы. 1842.6.5. Простое знамя в виде прапора. Полотнище зелёное, фон под вензелем на лицевой стороне и под орлом — на оборотной — оранжевый. Шитье золотое. Навершие — копье с вензелем. Древко чёрное. Состояние плохое. Судьба неизвестна.
- 3-й Уфимско-Самарский Оренбургский казачий полк.

При общей казачьей форме полк носил мундиры, чекмени — тёмно-зелёные, клапана шинелей, лампасы, верх папахи, погоны, околыши фуражек и выпушки — светло-синие. На погонах шифровка — Жёлтая «3». С декабря 1913 года переименован в 3-й Уфимско-Самарский казачий полк Оренбургского казачьего войска и введена новая шифровка «3.У.-С». На воротниках и обшлагах мундира — одинарные белые петлицы. 1842.6.5. Простое знамя в виде прапора. Полотнище зелёное, фон под вензелем на лицевой стороне и под орлом — на оборотной — оранжевый. Шитье золотое. Навершие — копье с вензелем. Древко чёрное. Состояние плохое. Судьба неизвестна.
- 4-й Исетско-Ставропольский Оренбургский казачий полк.

На погонах шифровка — Жёлтая «4» С декабря 1913 года переименован в 4-й Исетско-Ставропольский казачий полк Оренбургского казачьего войска и введена новая шифровка «4.И.-С.». На воротниках и обшлагах мундира — одинарные белые петлицы. 1842.6.5. Простое знамя в виде прапора. Полотнище зелёное, фон под вензелем на лицевой стороне и под орлом — на оборотной — оранжевый. Шитье золотое. Навершие — копье с вензелем. Древко чёрное. Состояние плохое. Судьба неизвестна.
- 5-й Оренбургский казачий Атамана Могутова полк.

На погонах шифровка — Жёлтая «5». С 1914 года переименован в 5-й Оренбургский казачий Его Величества Эмира Бухарского полк и введён вензель эмира: у офицеров — золотой, у нижних чинов — жёлтой краской. На воротниках и обшлагах мундира — одинарные белые петлицы. При общей казачьей форме полк носил мундиры, чекмени — тёмно-зелёные, клапана шинелей, лампасы, верх папахи, погоны, околыши фуражек и выпушки — светло-синие. 1842.6.5. Простое знамя в виде прапора. Полотнище зелёное, фон под вензелем на лицевой стороне и под орлом — на оборотной — оранжевый. Шитье золотое. Навершие — копье с вензелем. Древко чёрное. Состояние плохое. Судьба неизвестна.
- 6-й Оренбургский казачий Атамана Углецкого полк.

2-я и 3-я сотни на головных уборах знаки отличия «За отличіе въ Хивинскомъ походѣ 1873 года». При общей казачьей форме полк носил мундиры, чекмени — тёмно-зелёные, клапана шинелей, лампасы, верх папахи, погоны, околыши фуражек и выпушки — светло-синие. На воротниках и обшлагах мундира — одинарные белые петлицы. На погонах шифровка — Жёлтая «6» с декабря 1913 года изменена на «6.О.» 1842.6.5. Простое знамя в виде прапора. Полотнище зелёное, фон под вензелем на лицевой стороне и под орлом — на оборотной — оранжевый. Шитье золотое. Навершие — копье с вензелем. Древко чёрное. Состояние плохое. Судьба неизвестна.
- 7-й Оренбургский казачий полк.

На головных уборах знаки отличия «За отличиіе въ Турецкую войну 1877—1878 годовъ». При общей казачьей форме полк носил мундиры, чекмени — тёмно-зелёные, клапана шинелей, лампасы, верх папахи, погоны, околыши фуражек и выпушки — светло-синие. На погонах шифровка — Жёлтая «7», с декабря 1913 года изменена на «7.О.»1842.6.5. Простое знамя в виде прапора. Полотнище зеленое, фон под вензелем на лицевой стороне и под орлом — на оборотной — оранжевый. Шитье золотое. Навершие — копье с вензелем. Древко черное. Состояние плохое. Судьба неизвестна.
8-й Оренбургский казачий полк.
1842.6.5. Простое знамя в виде прапора. Полотнище зеленое, фон под вензелем на лицевой стороне и под орлом — на оборотной — оранжевый. Шитье золотое. Навершие — копье с вензелем. Древко черное. Состояние плохое. Судьба неизвестна.
- 9-й Оренбургский казачий Атамана Подурова полк.

При общей казачьей форме полк носил мундиры, чекмени — тёмно-зелёные, клапана шинелей, лампасы, верх папахи, погоны, околыши фуражек и выпушки — светло-синие. На погонах шифровка — Жёлтая « 9» с декабря 1913 года изменена на «9.О.» 1842.6.5. Простое знамя в виде прапора. Полотнище зелёное, фон под вензелем на лицевой стороне и под орлом — на оборотной — оранжевый. Шитье золотое. Навершие — копье с вензелем. Древко чёрное. Состояние плохое. Судьба неизвестна.
- 10-й Оренбургский казачий полк.

1842.6.5. Простое знамя в виде прапора. Полотнище зелёное, фон под вензелем на лицевой стороне и под орлом — на оборотной — оранжевый. Шитье золотое. Навершие — копье с вензелем. Древко чёрное. Состояние плохое. Судьба неизвестна.
- 11-й Оренбургский казачий полк.

1856.13.12. Простое знамя. Рисунок неизвестен. Состояние плохое. Судьба неизвестна.
- 12-й Оренбургский казачий полк.

1856.13.12. Простое знамя. Рисунок неизвестен. Состояние плохое. Судьба неизвестна.
- 13-й Оренбургский казачий полк.

1855.14.6. Простое знамя обр.1816 (пеших казачьих батальонов). Крест белый, углы зеленые без вензелей. Навершие обр.1816 (Арм.). Древко чёрное. Состояние удовлетворительное. Судьба неизвестна.
- 14-й Оренбургский казачий полк.

1855.14.6. Простое знамя обр.1816 (пеших казачьих батальонов). Крест белый, углы зеленые без вензелей. Навершие обр.1816 (Арм.). Древко чёрное. Состояние удовлетворительное. Судьба неизвестна.
- 15-й Оренбургский казачий полк.

1855.14.6. Простое знамя обр.1816 (пеших казачьих батальонов). Крест белый, углы зеленые без вензелей. Навершие обр.1816 (Арм.). Древко чёрное. Состояние удовлетворительное. Судьба неизвестна.
- 16-й Оренбургский казачий полк.

1855.14.6. Простое знамя обр.1816 (пеших казачьих батальонов). Крест белый, углы зеленые без вензелей. Навершие обр.1816 (Арм.). Древко чёрное. Состояние удовлетворительное. Судьба неизвестна.
- 17-й Оренбургский казачий полк.

1855.14.6. Простое знамя обр.1816 (пеших казачьих батальонов). Крест белый, углы зеленые без вензелей. Навершие обр.1816 (Арм.). Древко чёрное. Состояние удовлетворительное. Судьба неизвестна.
- 18-й Оренбургский казачий полк.

1855.14.6. Простое знамя обр.1816 (пеших казачьих батальонов). Крест белый, углы зеленые без вензелей. Навершие обр.1816 (Арм.). Древко чёрное. Состояние удовлетворительное. Судьба неизвестна.
- Оренбургский казачий дивизион .

1916.24.1. Простое знамя обр.1900. Полотнище темно-зелёное, кайма светло-синяя, шитье серебряное. Навершие обр.1857 (Арм.) высеребренное. Древко чёрное. Спас Нерукотворный. Состояние идеальное. Судьба неизвестна.

## Подготовка кадров. Образование
В 1867 в Оренбурге было открыто юнкерское училище для подготовки кандидатов в офицеры казачьих Войск — Оренбургского и Уральского (подхорунжими) для Оренбургского военного округа.

## Административно-территориальное деление

### Первый военный отдел- Оренбургский

#### Станичный юртБогуславский
- посёлки: Угольный, Мертвецовский, Григорьевский, Прохладный, Ветлянский, Перовский, Елшанский, Ханский
- хутора: Есаула Чигвинцева, Рогожникова, Касперова, Сталь Фридель, Новокрещеновой, Канименцевой, Есенкова В.С., Лазаревой, Готлиб Шаад, Корниловское Товарищество, Дебринардер, Леонтьев, Беляев, Хусаинов

#### Станичный юртБуранный
- посёлки: Буранный, Изобильный

#### СтаницаЛиневская
- посёлки: Линевский, Новоилецкий,

#### СтаницаКраснохолмская
- посёлки: Филипповский
- хутора: Кожевников, Волобоев, Сиволобов, Дасковский, Бастрыкин, Кандауров и другие

#### СтаницаКардаиловская
- посёлки: Кардаиловский
- хутора: Солёный, Белунский, Кордон Отрожный, Калёнов, Шмелёв, Турбабин, Ерёмин, Васильченков

#### СтаницаНижнеозёрная
- посёлки: Нижнеозёрный, Чесноковский
- хутора: Иванов,Жохов, Белошеев, Боладурин, Сургучёв

#### СтаницаРассыпная
- посёлки: Рассыпной
- хутора: Верхнезаживинский, Мельников, Борисовский, Смирнов, Толокольников, Колесников, Соловьёв, Безпелюхинский, Недорезовский, Щепачев, Мокрореченский, Плёсовский

#### СтаницаДонецкая
- посёлки: Донецкий, Переволоцкий

#### СтаницаАлексеевская(На реке Камыш-Самаре)
- посёлки: Алексеевский.
- хутора: Новотроицкое товарищество

#### СтаницаМамалаевская
- посёлки: Мамалаевский, Капитоновский, Чалкинский, Судаковский, Репинский

#### СтаницаТатищевская
- посёлки: Татищевский, Первый Зубочистенский, Второй Зубочистенский, Рычковский

#### СтаницаГородищенская(Наказного Атамана генерал-лейтенанта Сухомлинова)
- посёлки: Городищенский, Никольский (на реке Крестовке), Дедуровский, Черновский

#### СтаницаПавловская
- посёлки: Павловский, Чернореченский (на реке Урал), Красноярский, Донгузский

#### Станица Оренбургская
- посёлки: Оренбургский, Благословенский

#### СтаницаБердская
- посёлки: Бердский
- хутора: Хусаинов

#### СтаницаСакмарская(до 1865 года относилась к Уральскому казачьему войску)

Группа оренбургских казаков из Сакмарского городка. 1912 год.

- посёлки: Сакмарский.

#### СтаницаПречистинская
- посёлки: Пречистинский, Верхне-Чебенский, Нижне-Чебенский, Студенецкий
- хутора: Бакалка

#### Станица Сухомлиновская
- посёлки: Изяк-Никитинский, Никитинский, Аблязовский, Черно-Отрогский

#### СтаницаВоздвиженская
- посёлки: Кондуровский (на реке  Сакмаре), Жёлтый, Воздвиженский, Новочеркасский, Александровский
- хутора: Юдин, Елшанский, Белоглинский

#### СтаницаИльинская
- посёлки: Ильинский, Никольский (на реке Урал), Донской, Подгорный, Губерлинский
- хутора: Максаков, Уткин, Мальханов, Сухореченский, Пороло, Горюн, Белошаночный, Тырыданов

#### СтаницаНово-Орская
- посёлки: Ново-Орский, Крыловский, Кумакский, Орский, Хабарный
- хутора: Белошапочный

#### СтаницаГирьяльская
- посёлки: Гирьяльский, Алабайтальский, Ново-Черкасский, Красногорский

#### СтаницаВерхнеозёрная
- посёлки: Верхнеозёрный

#### СтаницаКаменно-Озёрная
- посёлки: Каменно-Озёрный, Нежинский, Вязовский, Островский

### Второй военный отдел- Верхнеуральский
25) Станица Карагайская:
- посёлки: Карагайский, Петропавловский, Слатинский, Краснинский, Урлядинский, Ахуновский
26) Станица Уйская:
- посёлки: Уйский, Нижне-Усцелемовский, Глазуновский, Воронинский, Фоминский, Выдринский, Кулахтинский, Кочневский, Приданниковский, Беловский, Токмакский, Кумлякский, Булатовский, Соколовский, Тюхметевский, Замотохинский, Косогорский, Верхне-Усцелемовский, Лапинский, Масловский, Шакуровский, Плюхинский
27) Станица Степная:
- посёлки: Степной, Сухтелинский, Кидышевский, Аминевский, Магалеевский, Бирюковский, Стрелецкий, Чернореченский (на реке Уй).
28) Станица Кваркенская:
- посёлки: Кваркенский, Бриенский, Кульмский, Аландский, Андрианопольский, Елизаветинский, Екатерининский, Ново-Оренбургский
29) Станица Березинская:
- посёлки: Березинский, Бородиновский, Куликовский, Московский, Натальинский, Порт-Артурский, Резутовский, Углицкий, Успенский, Фер-Шампенуазский, Чесменский
30) Станица Николаевская:
- посёлки: Николаевский, Маслоковецкий, Александровский, Катенинский, Ново-Городищенский, Владимирский, Кулевчинский, Константиновский
31) Станица Магнитная:
- посёлки: Магнитный, Янгельский, Ново-Черноотрожский, Ново-Воздвиженский, Ново-Аблязовский, Агаповский, Ново-Чесноковский,
- хутора: Пещерский, Поповский
- хутора разночинцев: Шлыгина
Ханжина
Гурьева
Мажурова
- посёлки: Верхне-Кизильский
Смеловский
32) Станица Наваринская:
- посёлки: Наваринский, Браиловский, Базарский, Черниговский, Александро-Невский, Ново-Красногорский, Требиятский, Ново-Буранный, Бабарыкинский
- выселки: Горбуновский
- хутора разночинцев: Коновалова
Алексеевский
33) Станица Таналыцкая:
- посёлки: Таналыцкий, Берёзовский, Уртазымский, Орловский, Севастопольский, Тереклинский, Калпацкий, Банный, Наследовский, Покровский, Актюбинский, Сафинский, Ново-Никольский(на реке Урал), Уральский, Верхне-Зубочистинский
34) Станица Наследницкая:
- посёлки: Наследницкий, Атаманский, Павловский, Брединский, Рымникский, Андреевский, Марининский
35) Станица Великопетровская:
- посёлки: Великопетровский, Парижский, Аннинский, Полтавский, Толстинский, Варненский, Ново-Никольский (на реке Карата-Аят), прииск разночинца Якупова, Ново-Татищевский
36) Станица Верхнеуральская:
- посёлки: Верхнеуральский, Ново-Ахуновский, Спасский, Кассельский, Остроленский, Арсинский, Сабановский, Ново-Озёрный, Романовский, Куропаткинский, Богодакский, Ново-Жёлтый
- выселки: Фоминский, Шухветьевский, Приданниковский, Беловский,Токмакский, Соколовский, Ново-Воронинский, Замотохинский, Выдринский
- хутора: Кожанов, Сазовский, Малый Богодак, Бутаков, Причта Верхнеуральская
Белорецкий (г. Белорецк)
37) Станица Кизильская:
- посёлки: Кизильский, Увальский, Сыртинский, Обручевский, Измаильский, Грязнушенский, Ершовский, Казанский, Ново-Кондуровский, Ново-Алабайтальский
38) Станица Могутовская:
- посёлки: Могутовский, Неплюевский, Варшавский, Елизаветопольский, Георгиевский, Княженский, Ново-Катенинский
39) Станица Полоцкая:
- посёлки: Еленинский, Кацбахский, Полоцкий, Новинский, Амурский, Черкасский, Ново-Александровский

### Третий военный отдел- Троицкий
40) Станица Звериноголовская:
- посёлки: Звериноголовский, Прорывной, Озёрный, Алабутский
41) Станица Михайловская:
- посёлки: Михайловский, Алексеевский (на реке Тугузак), Лейпцигский, Тарутинский, Надеждинский, Веринский
- выселки: Ново-Бобровский
42) Станица Коельская:
- посёлки: Коельский, Чуксинский, Кокушинский, Шабунинский, Верхнеувельский, Поповский,  Колотовкинский, Звягинский, Тимашевский, Долговский, Ямской, Погорельский, Таядинский, Скутинский, Ключевский, Мохиревский
43) Станица Ключевская:
- посёлки: Ключевский, Суналинский, Озёро-Сосновский, Ново-Харлушевский, Каракульский, Буранкульский, Ново-Костылевский, Клястицкий, Ново-Мельниковский, Бобровский, Ново-Аминевский, Услюмовский, Семёновский, Алякайский, Тренкульский, Кондрашенковский
- выселки: Рождественский, Идрискульский, Клюквенский, Ново-Лебединский, Сумский, Ново-Варламовский, Чистопольский, Белинский, Тёмно-Штанный, Покровский
44) Станица Берёзовская:
- посёлки: Берёзовский, Чистый, Лебединский, Чебаркульский. Варваринский, Крутоярский
- выселки: Сухановский, Ново-Барановский, Погорельский, Благовещенский, Михайло-Архангельский, Шипкинский, Круто-Озёрский, Беляевский, Морозовский, Дмитриевский, Козыревский
45) Станица Кособородская:
- посёлки: Кособородский, Второй Санарский, Кабанский, Поляновский, Первый Санарский, Борисовский, Подгорный, Белоключевский, Каменский, Качкарский, Осиповский, Берлинский, Михайловский, Новоеткульский
46) Станица Миасская:
- посёлки: Миасский, Ильинский, 1-й Худяковский, Черкасовский, Баландинский, Пашнинский, Канашевский, Тукаевский,3-й Пашнинский, Ханжинский, Адишевский, 2-й Худяковский, Фроловский, Севастьяновский, Козыревский, Петровский, Чистовский, Анфотовский
- выселки: Коптевский, 1-й Дариковский, Сычевский, 2-й Пашнинский, Манойловский, 2-й Стариковский, Васильевский, Сергиевский, Новочеркасовский, Степановский, Новопетровский, Акентилевский
47) Станица Нижнеувельская:
- посёлки: Нижнеувельский, Кичигинский, Казанцевский, Хомутинский, Дуванкульский, Чистоозёрский, Марковский, Хуторский, Гагаринский, Карсинский, Сосновский, Луговской
- выселки: Волковский, Песчанский, Каломцевский
48) Станица Кундравинская:
- посёлки: Кундравинский, Крыжановский, Черновский, Устиновский, Филимоновский, Темирский, Мельниковский (на реке Увелке), Краснокаменский Уштаганский, Ключевский, Болотовский, Большаковский, 2-й Ключевский, Ступинский, Сарафановский
- выселки: Косачёвский, Колодкинский, Буровский
49) Станица Травниковская:
- посёлки: Травниковский, Запиваловский, Шахматовский, Кугалинский, Ключевский, Медведевский, Архангельский, Аджитаровский, Козбаевский, Коротановский, Барсуковский, Щапинский, Камбулатовский, Маскайский, Косотурский, Мельниковский (на реке Камбулате), Чебаркульский, Малковский, Непряхинский, Верхне-Карасинский, Нижне-Карасинский, Барановский
- выселки: Пусто-Озёрный, Ново-Георгиевский
50) Станица Еткульская:
- посёлки: Еткульский, Бактышевский, Александровский (при озере Кривильды), Соколовский, Потаповский, Шеломенцевский, Печёнкинский, Журавлёвский, Назаровский, Белоусовский, Копытовский, Усть-Янцевский, Аткульский, Селезянский, Шатровский, Кораблёвский, Шибаевский, Барсуковский, Калачёвский
51) Станица Еманжелинская:
- посёлки: Еманжелинский, Коркинский, Тимофеевский, Томинский, Шумаковский, Батуринский
- выселки: Ерофеевский
52) Станица Каратабанская:
- посёлки: Каратабанский, Грозненский, Кузнецовский, Сухоруковский, Кутузовский, Лебедевский, Ново-Баландинский, Николаевский
- выселки: Георгиевский, Скобелевский, Суворовский
53) Станица Долго-Деревенская:
- посёлки: Долго-Деревенский, Тигаевский, Урефитский, Баландинский, Прохоровский, Каштакский, Казанцевский, Заварухинский (оз. Большое Моховое), Кременкульский, Харлушевский, Медиакский, Бухаринский, Щербаковский, Заварухинский (р. Изюльга), Есаульский, Ужовский, Касаргинский
- выселки: Ключевский.
- хутора разночинцев: Толстых, Щигель, Борисов, Каймогорцева
54) Станица Челябинская:
- посёлки: Сосновский, Киселёвский, Першинский, Чернаковский, 1-й Полетаевский, 2-й Полетаевский, Шершнёвский, Кайгородовский, Трифановский, Глубокинский, Дударевский, Сухомесовский, Смолинский, Исаковский, Сине-Глазовский, Тугайкульский, Ченышевский, Крутлянский, Коноваловский, Никольский (при колодцах), Фотеевский, Мысовский, Чуриловский, Бутаковский, Костылевский, Троицкий (на реке Миасс)
55) Станица Усть-Уйская:
- посёлки: Усть-Уйский, Луговской (на р. Уй), Кочердыкский, Трёх-Озёрный, Бердюгинский, Ивановский, Барышниковский

## Современность

Памятник Оренбургскому казачеству

После Гражданской войны казачество было упразднено.
Во время Великой Отечественной войны осенью 1941 года в Чкалове (Оренбурге) из остатков казаков и местного русского, башкирского и татарского народов была сформирована 11-я кавалерийская дивизия им. Федора Морозова, позже преобразованную в восьмую гвардейскую кавалерийскую дивизию. Участвовала в битве под Москвой в составе 7-го кавалерийского корпуса.
Первые шаги на пути возрождения Оренбургского казачьего войска были сделаны в декабре 1990 года, когда в войсковой столице прошёл первый круг потомков оренбургских казаков. Единогласным решением Круга стал факт провозглашения возрождения Оренбургского казачьего войска на его исторической территории, с правом преемственности на историческое наследие. Кроме того, потомки оренбургских казаков определили план действий по реабилитации ОКВ и его интеграции в политическую и социальную систему постсоветской России. На основе принятых деклараций - 8 декабря 1991 года была создана одна из старейших в России казачьих общественных организаций Оренбургское казачье войско Союза казаков России (ОКВ СкР), существующая по сей день.
Впоследствии, параллельно с ОКВ СкР, в 1998 году было создано «Оренбургское войсковое казачье общество», вошедшее в государственный реестр казачьих обществ в Российской Федерации. К настоящему моменту обе эти организации считаются единственными правомочными войсковыми казачьими объединениями на исторической территории Оренбургского казачества.